# Karl Heilbronner
Karl Heilbronner (Norimberga, 21 novembre 1869 – Utrecht, 8 settembre 1914) è stato uno psichiatra tedesco.
Specializzato nella ricerca sull'afasia, depressione e disturbi del comportamento ossessivo.
Studiò medicina presso l'Università di Monaco come allievo di Hubert von Grashey, ottenendo il dottorato nel 1894. Successivamente lavorò come assistente di Carl Wernicke a Breslavia (1894-98), e in seguito lavorò come medico di alto livello sotto Eduard Hitzig a l'Università di Halle. Nel 1903 successe Theodor Ziehen come professore ordinario di psichiatria presso l'Università di Utrecht.

## Opere principali
- Über Krankheitsdauer und Todesursachen bei der progressiven Paralyse, 1894.
- Aphasie und Geisteskrankheit, 1896.
- Über Asymbolie, 1897.
- Über Gewöhnung auf normalen und pathologischen Gebiete, 1912.[2]